# Stepan Koudelka
Štěpán Koudelka (en checo: [ˈʃcɛpaːn ˈkoudɛlka];  nacido el 21 de febrero de 1945) es un exjugador de tenis profesional checo.
Koudelka jugó en la Copa Davis para el equipo de Checoslovaquia desde 1963 hasta 1965, antes de trasladarse permanentemente a Alemania Occidental en la década de 1970. Durante su carrera, alcanzó dos veces la tercera ronda del French Open y también participó en el cuadro principal de Wimbledon. Logró una sorprendente victoria sobre el campeón vigente Tom Okker en el Abierto de Bélgica en 1971.
Su esposa, Joan Wilshere, es una sudafricana que también jugó en el circuito profesional de tenis. Viven juntos en la ciudad de Osnabrück, en el noroeste de Alemania.